# Onze-Lieve-Vrouwinstituut Pulhof
Het Onze-Lieve-Vrouwinstituut Pulhof is een katholieke school die in 1838 door de Zusters van Onze-Lieve-Vrouw werd opgericht in Antwerpen. Tussen 1926 en 1933 verhuisde de school naar haar huidige locatie in Berchem. Leerlingen van het Pulhof werden vaak 'de blauwtjes' genoemd, naar de kleur van hun uniform. In 1994 werd de normaalschoolafdeling overgedragen aan de Karel de Grote Hogeschool.